# صيد بالقوس

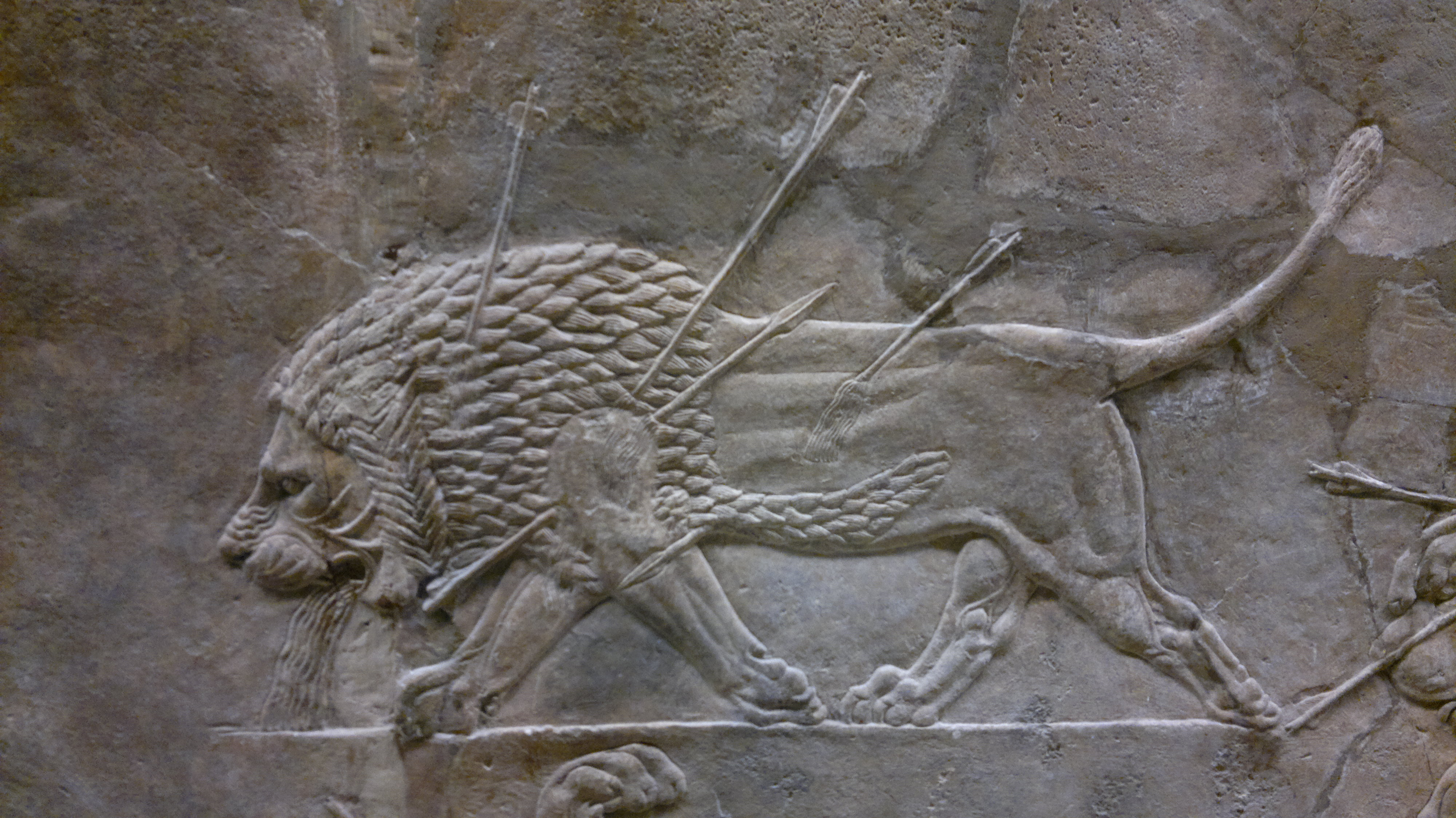
نقش لأسد جريح من عهد آشور بانيبال في نينوى وقد طُعن بسهام متعددة وهو يفقد الدم من فمه.

الاصطياد بالقوس أو صيد القوس هو ممارسة صيد الطريدة بالنبالة.

## المعارضة
يعارض البعض بشدة صيد القوس على وجه الخصوص، على أساس أن فيه قسوة. منظمة بيتا تنص على أن حالات القتل السريع نادرة، وأن العديد من الحيوانات يعاني من فترات موت طويلة ومؤلمة عندما يصيبها الصيادون بشدة ولكنهم يفشلون في قتلها.